# 亞馬遜河虎脂鯉
亞馬遜河虎脂鯉（學名：Erythrinus erythrinus）為輻鰭魚綱脂鯉目脂鯉亞目狼牙脂鯉科的其中一個種，分布於南美洲奧里諾科河、亞馬遜河等流域，體長可達20公分，棲息在溪流及沼澤區溶氧量較低的水域，會停在水生植物下，屬肉食性，以小魚及昆蟲為食，生活習性不明，可做為觀賞魚。